# Scapheremaeus fisheri
Scapheremaeus fisheri är en kvalsterart som beskrevs av Aoki 1966. Scapheremaeus fisheri ingår i släktet Scapheremaeus och familjen Cymbaeremaeidae. Inga underarter finns listade i Catalogue of Life.